# Minfeld
Minfeld è un comune di 1 531 abitanti della Renania-Palatinato, in Germania.
Appartiene al circondario (Landkreis) di Germersheim (targa GER) ed è parte della comunità amministrativa (Verbandsgemeinde) di Kandel.
Qui nacque il cardinale Johann Casimir von Häffelin.